# Jurij Bukel
Jurij Ołeksandrowycz Bukel, ukr. Юрій Олександрович Букель (ur. 28 czerwca 1971 w Odessie, Ukraińska SRR) – ukraiński piłkarz, grający na pozycji obrońcy, reprezentant Ukrainy, trener piłkarski.

## Kariera piłkarska

### Kariera klubowa
Wychowanek SDJuSzOR (szkoły piłkarskiej) Czornomoreć Odessa, w drużynie której rozpoczął karierę piłkarską w 1992. W 1998 występował w klubach Metałurh Mariupol i Szachtar Makiejewka, a w następnym roku powrócił do Czornomorca. W 2001 został piłkarzem klubu Sheriff Tyraspol. Następnie bronił barw amatorskich drużyn Syhnał Odessa i Iwan Odessa. W 2003 podpisał kontrakt z Palmirą Odessa. Karierę piłkarską zakończył w zespole Hirnyk Krzywy Róg.

### Kariera reprezentacyjna
16 października 1993 debiutował w drużynie narodowej Ukrainy w wygranym 2:1 meczu towarzyskim z USA. Łącznie rozegrał 7 spotkań reprezentacyjnych.

## Kariera trenerska
Jeszcze będąc piłkarzem Palmiry Odessa od 2004 łączył również funkcje trenerskie, a potem kontynuował je w Hirnyku Krzywy Róg. Od sezonu 2006/07 pomaga trenować FK Ołeksandrija.

## Sukcesy i odznaczenia

### Sukcesy klubowe
- wicemistrz Ukrainy: 1995, 1996
- brązowy medalista Mistrzostw Ukrainy: 1993, 1994
- zdobywca Pucharu Ukrainy: 1992, 1994
- mistrz Mołdawii: 2001
- zdobywca Pucharu Mołdawii: 2001